# Soorapattu
Soorapattu es una ciudad censal situada en el distrito de Chennai en el estado de Tamil Nadu (India). Su población es de 10444 habitantes (2011). Se encuentra a 37 km de Tiruvallur y a 23 km de Chennai.

## Demografía
Según el censo de 2011 la población de Soorapattu era de 10444 habitantes, de los cuales 5495 eran hombres y 4949 eran mujeres. Soorapattu tiene una tasa media de alfabetización del 88,46%, superior a la media estatal del 80,09%: la alfabetización masculina es del 93,17%, y la alfabetización femenina del 83,17%.